# São Pedro do Sul (Rio Grande do Sul)
São Pedro do Sul is een gemeente in de Braziliaanse deelstaat Rio Grande do Sul. De gemeente telt 17.073 inwoners (schatting 2009).

## Aangrenzende gemeenten
De gemeente grenst aan Cacequi, Dilermando de Aguiar, Mata, Quevedos, Santa Maria, São Martinho da Serra, São Vicente do Sul en Toropi.